# 馮熙敏
馮熙敏（1886年7月25日—1964年），字叔捷，直隸省天津縣人，宣統二年進士。

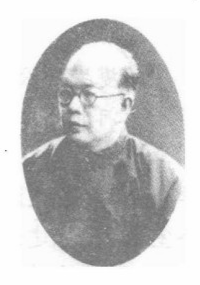
馮熙敏教授

## 生平
清德宗光緒十二年六月二十四日(西元1886年7月25日)出生
6歲就讀於馮氏私塾，熟讀「四書五經」。
光緒二十七年(1901年)考入天津鈴鐺閣官立中學堂。
光緒三十三年（1907年）秋，入學北洋大學堂工科土木工學門甲班生，宣統二年畢業。
宣統二年五月，北洋大學堂預科學生補習期滿，照中學堂給獎，獎給拔貢生。
宣統二年十月，學部會考北洋大學堂畢業學生，馮熙敏得85.61分，考列第一名最優等。
宣統二年十一月初九日己酉（1910年12月10日），賞給進士出身，授為翰林院編修。
國史館協修
翌年，受命為「欽命辛亥襄校官」，主持政府對回國留學生的鑒定考試。
中華民國成立後，參與鐵路建設，測量漢口至廣州的地形。
民國二年（1913年）應聘執教於北洋大學，是該校的兩個中國教授之一，主講測量學，製圖學、投影幾何學等課程。教學中，備課充分，授課按時，認真負責，深受同學的歡迎：善於啟發誘導，因材施教；注重理論與實踐的聯繫、重視實習課的開設。
抗日戰爭爆發後，因病留天津，未隨校內遷，但多次拒絕與日偽合作，保持了民族節操。
抗戰勝利後，參加北洋大學的復校工作，並繼續任教其中。
中華人民共和國成立後，該校經院系調整後更名為天津工學院，仍執教於此。
1964年病逝，終年79歲。同人印行有《馮叔捷教授紀念文集》

## 家庭
胞兄馮熙運，北洋大學校長。